# 구시가지 다리탑

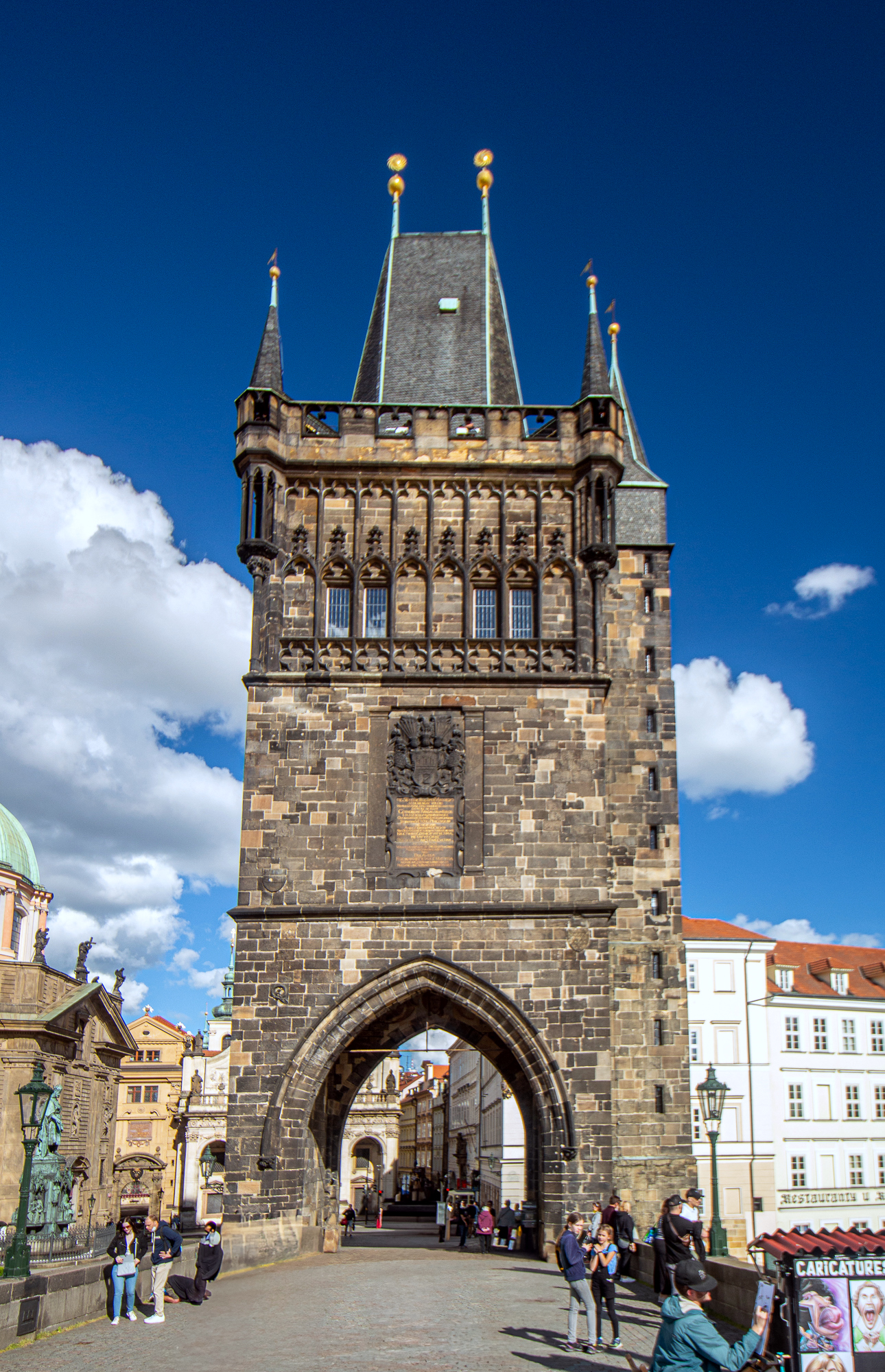
구시가지 다리탑

구시가지 다리탑(체코어: Staroměstská mostecká věž)은 체코 프라하에 있는 고딕 양식의 탑이다. 건설은 1357년 카를 4세 황제 통치 기간에 시작되었다. 건축가 페트르 파를레르시가 설계했다.